# Neurobasis chinensis
Neurobasis chinensis är en trollsländeart. Neurobasis chinensis ingår i släktet Neurobasis och familjen jungfrusländor. IUCN kategoriserar arten globalt som livskraftig.

## Underarter
Arten delas in i följande underarter:
- N. c. chinensis
- N. c. florida

## Bildgalleri

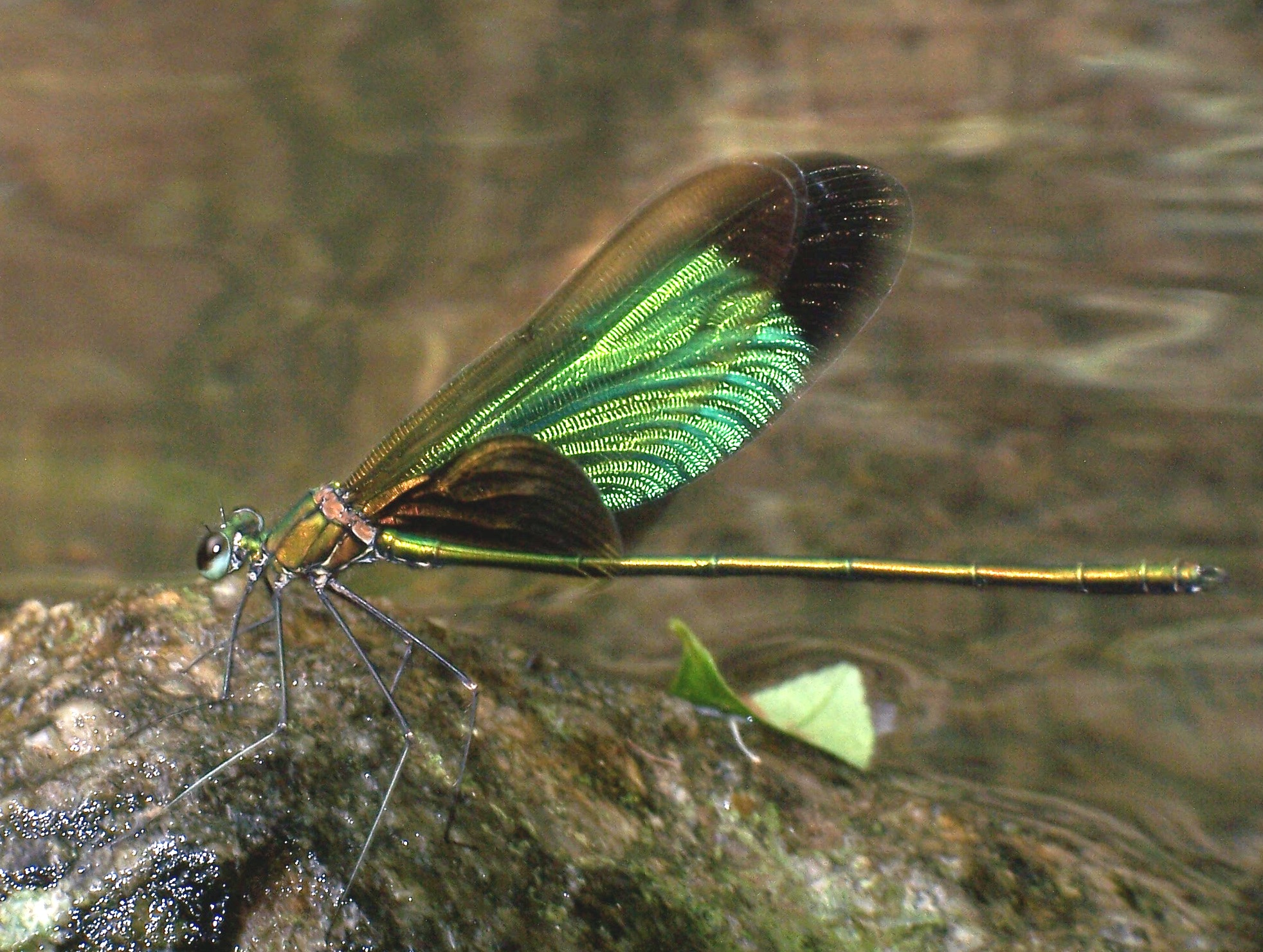
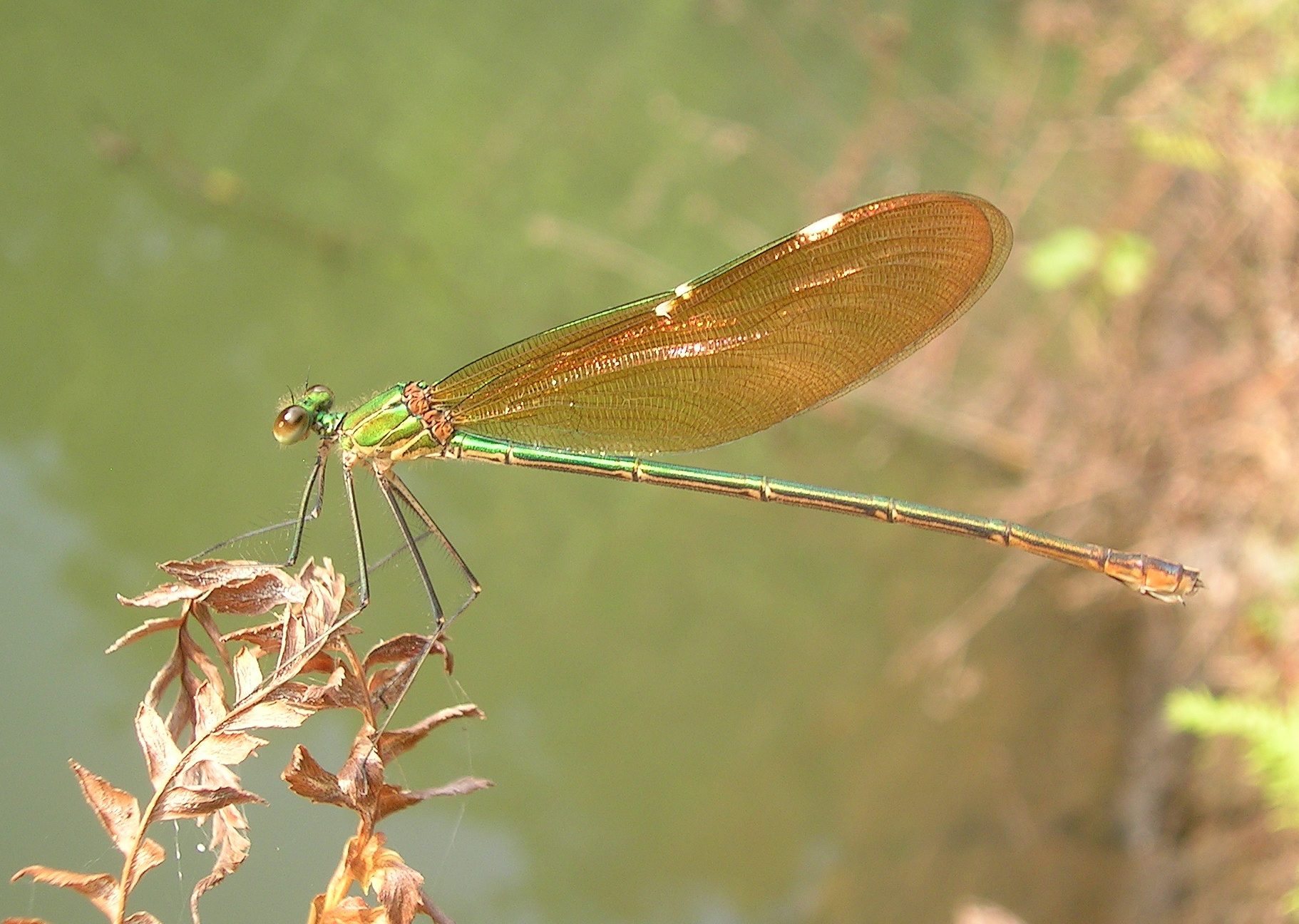
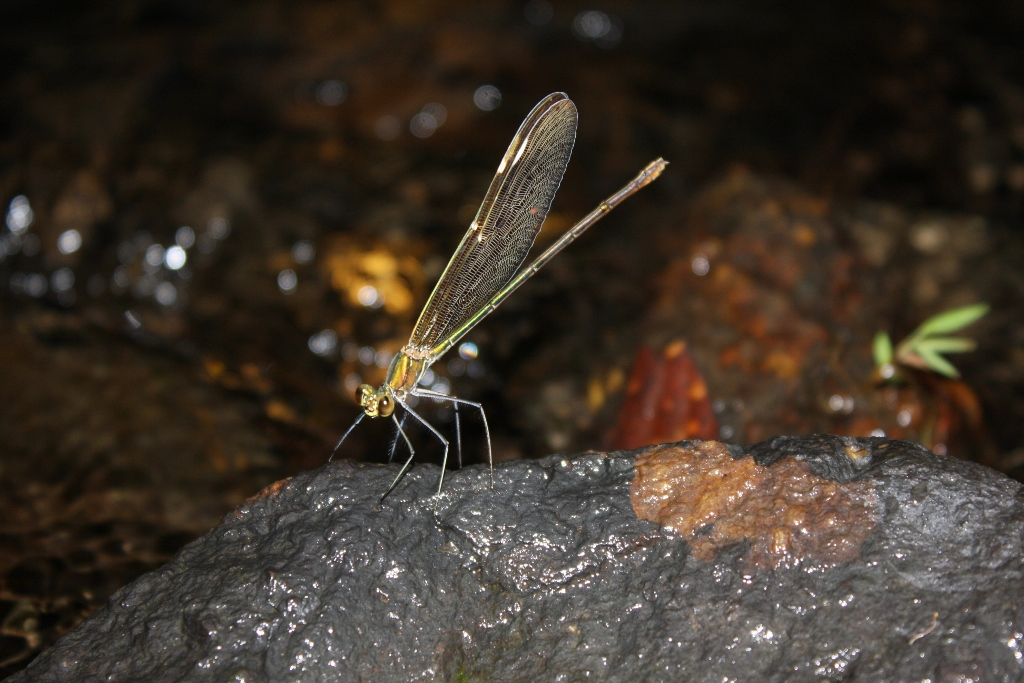
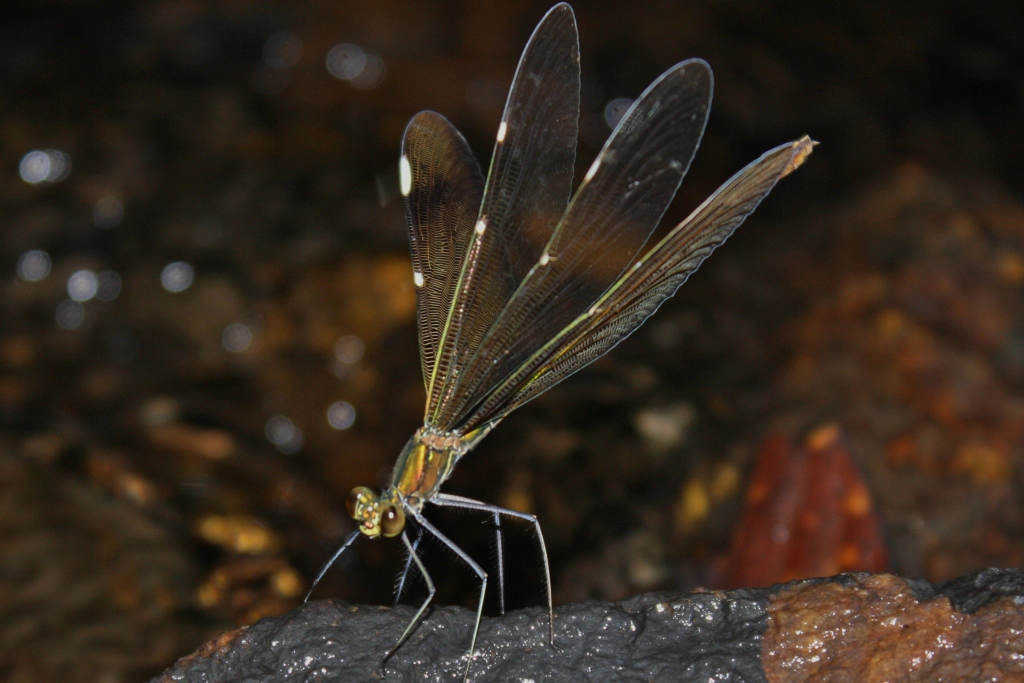
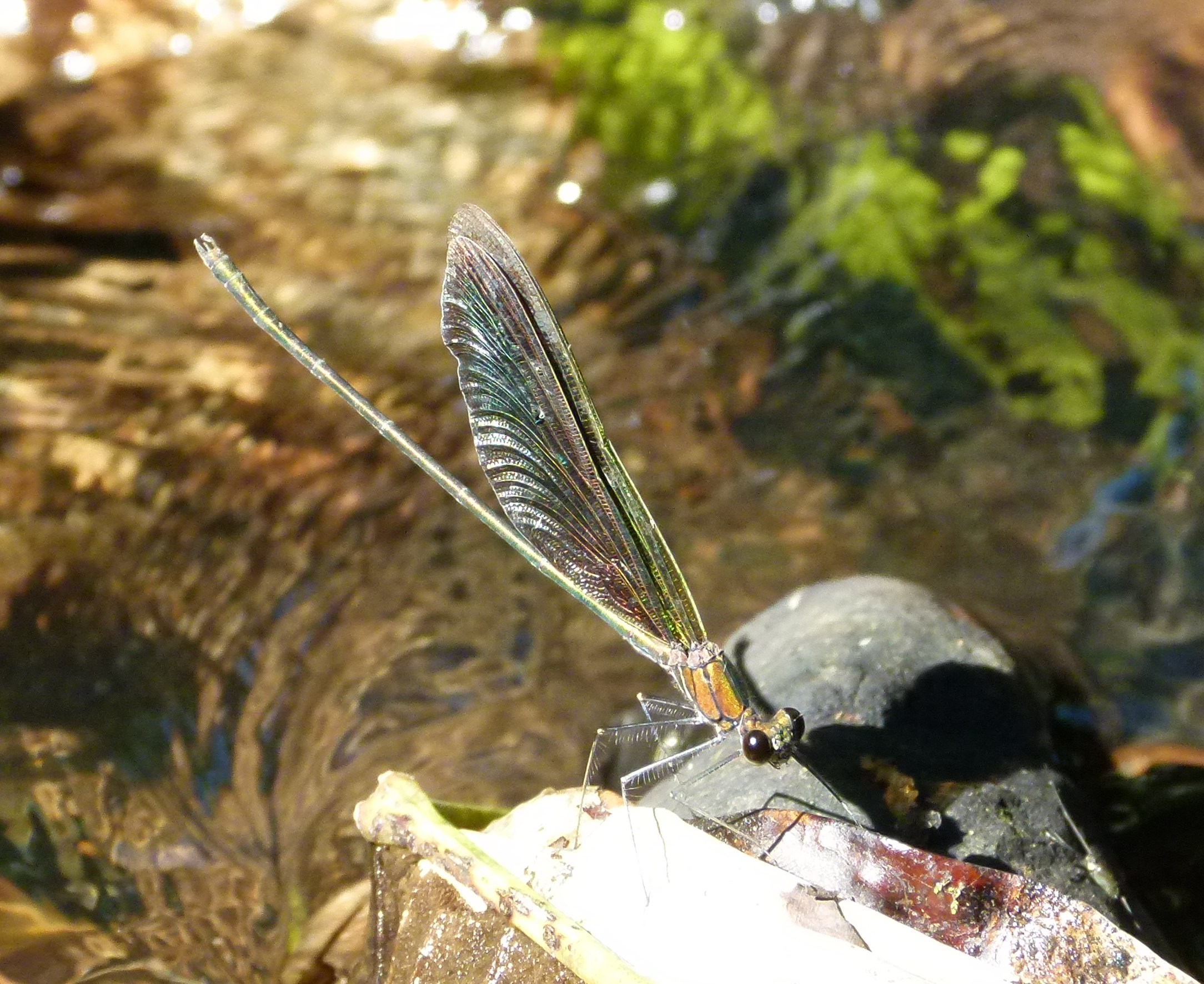